# اسکای ایرلاینز پرو
اسکای ایرلاینز پرو (انگلیسی: Sky Airline Peru) شرکت هواپیمایی پرویی است، که در سال ۲۰۱۹ تأسیس شد.